# Grafton (Ohio)
Grafton é uma vila localizada no estado norte-americano de Ohio, no Condado de Lorain.

## Demografia
Segundo o censo norte-americano de 2000, a sua população era de 2302 habitantes.
Em 2006, foi estimada uma população de 5869, um aumento de 3567 (155.0%).

## Geografia
De acordo com o United States Census Bureau tem uma área de 11,7 km², dos quais 11,7 km² cobertos por terra e 0,0 km² cobertos por água. Grafton localiza-se a aproximadamente 236 m acima do nível do mar.

## Localidades na vizinhança
O diagrama seguinte representa as localidades num raio de 16 km ao redor de Grafton.